# Domenico da Corella
Ne doit pas être confondu avec Domenico di Giovanni.
Fra Domenico di Giovanni Portesi da Corella (Rezzato-Botticino, 1404 - Florence, 27 octobre 1483) est un théologien et un religieux italien.

## Biographie
Dominicain, prieur du couvent de Santa Maria Novella à Florence, où il a vécu jusqu'à l'âge de presque quatre-vingts ans, il était lecteur et exposant de Dante, provincial de Toscane, et vicaire général de l'Ordre.
Ses obsèques ont été faites aux frais de la municipalité de Florence et du  Studio fiorentino (it), et le couvent de Santa Maria Novella a fait sa nécrologie en latin.
Il a été chargé de commenter la Divine Comédie de Dante pendant l'année académique 1469-1470 : « Magister Dominicus Iohannis, Ordinis fratrum Praedicatorum, fuit die XXI mensis octobris 1469 conductus et electus per Officiales Studii fiorentini ad legendum publice in civitate Florentiae... et tempore debito incepit legere unam lectionem in theologia, et opus Dantis poetae fiorentini ».
Il a écrit La istoria di Firenze et la Theotokos, un poème latin à la louange de la Vierge, qu'il a terminé en 1468 et qu'il a dédié à Piero de' Medici. La première copie de ce poème a été réalisée en 1471 par Piero di Giovanni Compagni, un disciple de Marsilio Ficino ; la deuxième copie a été réalisée par Jacopo di Niccolò Cocchi Donati et, en 1475, il en a fait don à la Libreria d'Ognissanti à Florence, plaçant la dédicace au début du livre : « Questo libro, che tracta di Nostra Donna Gloriosissima, e di me scriptore Iacopo di Nicholò di Chocho Donati cittadino fiorentino, istum librum largitus est praefatus Iacobus Nicholai Chochi Librariae S. Salvatoris hac die IV.Oct. 1475. Pro remedio animae suae. Moi, Iachopo Chochi, j'affirme donc ».
Le poème Theotokos est divisé en quatre livres, plus le proem, où figure une dédicace à Piero de' Medici. Dans le premier livre, l'auteur parle de la vie et de la mort de la Mère de Dieu ; dans le deuxième, la gloire de son Triomphe est exposée ; dans le troisième, il y a un catalogue des églises dédiées à la Vierge à Rome et en Toscane ; dans le quatrième, les églises dédiées à la Vierge à Florence et dans ses environs sont mentionnées. Parmi ces dernières, on trouve la Pieve dell'Impruneta et Domenico di Giovanni se souvient de Monseigneur Antonio degli Agli (it) qui a fait embellir et décorer cette église.